# 蒂孔沙 (密歇根州)
蒂孔沙（英語：Tekonsha）是位於美國密歇根州卡爾霍恩縣的一個村。

## 人口
根據2020年美國人口普查的數據，蒂孔沙的面積為2.71平方千米，當中陸地面積為2.57平方千米，而水域面積為0.14平方千米。當地共有人口653人，而人口密度為每平方千米240人。